# Somerset County, Maryland
Somerset County är ett administrativt område i delstaten Maryland, USA, med invånare (2000). Den administrativa huvudorten (county seat) är Princess Anne. 

## Geografi
Enligt United States Census Bureau så har countyt en total area på 1 582 km². 847 km² av den arean är land och 736 km² är vatten. 

### Angränsande countyn
- Accomack County, Virginia - syd
- Wicomico County, Maryland - nord
- Worcester County, Maryland - öst